# Lockheed Vega
Lockheed Vega je bilo enomotorno visokokrilno propelersko letalo, ki ga je zasnoval Lockheed v 1920-ih. Letalo je bilo zelo trdoživo in se uporabilo za veliko rekordnih letov. Amelia Earhart je bila prva ženska, ki je preletela Atlantski ocean, Wiley Post je z njim dvakrat poletel okrog sveta. 
Zasnovala sta ga John Knudsen Northrop in Gerard Vultee, oba sta kasneje ustanovila svoji podjetji Northrop in Vultee Aircraft. 
Letalo je imel monocoque konstrukcijo in kantilever krilo. Imel je fiksno pristajalno podvozje z repnim kolesom. Poganjal ga je bencinski zvezdasti motor.
Prvič je poletel 3. julija 1927.

## Specifikacije (Vega 5)
Splošne karakteristike
- Posadka: 1 pilot
- Število sedežev: 6 potnikov
- Dolžina: 27 ft 6 in (8,38 m)
- Razpon kril: 41 ft  in (12,49 m)
- Višina: 8 ft 6 in (2,59 m)
- Površina kril: 259 sq ft (25,548 m2)
- Aeroprofil: Clark Y
- Teža praznega letala: 2565 lb (1163 kg)
- Naložena teža: 4500 lb (2041 kg)
- Pogon letala: 1 ×  Pratt & Whitney Wasp R1340C bencinski zvezdasti motor, 500 KM (372,5 kW)

 Zmogljivost 
- Maks. hitrost: 185 mph (298 km/h)
- Potovalna hitrost: 165 mph (265 km/h)
- Doseg: 725 milj (1165 km)
- Višina leta: 15000 ft (4570 m)
- Hitrost vzpenjanja: 1,300 ft/min (6,6 m/s)